# Kerry Head SPA
Kerry Head SPA este o arie protejată (arie de protecție specială avifaunistică — SPA) din Irlanda întinsă pe o suprafață de 961,84 ha, integral pe uscat.

## Localizare
Centrul sitului Kerry Head SPA este situat la coordonatele 52°25′47″N 9°51′10″W / 52.429849°N 9.852851°V.

## Înființare
Situl Kerry Head SPA a fost declarat arie de protecție specială avifaunistică în noiembrie 2006 pentru a proteja 3 specii de animale.

## Biodiversitate
Situată în ecoregiunea atlantică, aria protejată nu include niciun habitat protejat.
La baza desemnării sitului se află mai multe specii protejate de  păsări (3): șoim călător (Falco peregrinus), Fulmarus glacialis, Pyrrhocorax pyrrhocorax.